# Héctor Villalba
Héctor Daniel „Tito” Villalba (ur. 26 lipca 1994 w Buenos Aires) – paragwajski piłkarz pochodzenia argentyńskiego występujący na pozycji skrzydłowego, reprezentant Paragwaju, od 2025 roku zawodnik urugwajskiego Peñarolu.
W 2018 roku otrzymał paragwajskie obywatelstwo ze względu na pochodzącego z tego kraju ojca.